# لويس بينيت الثاني
لويس بينيت الثاني (بالإنجليزية: Louis Bennett II)‏ هو لاعب كرة قدم أمريكي في مركزي الدفاع والوسط، ولد في 19 مايو 1995 في شوروود في الولايات المتحدة. لعب مع أنورثوسيس فاماغوستا وممفيس 901.